# Francis Delpérée
Francis Paul Eudore baron Delpérée (Luik, 14 januari 1942) is een Belgisch hoogleraar en voormalig politicus voor de Franstalige christendemocratische cdH.

## Levensloop
Francis Delpérée is een zoon van Albert Delpérée, secretaris-generaal bij het ministerie van Sociale Voorzorg, en van Nelly Ansiau. Hij trouwde in 1968 met Rosalie Renard (1940-2005) en ze kregen twee zoons en een dochter.
Hij promoveerde tot doctor in de rechten aan de UCL in 1964 en behaalde een tweede doctoraat in de rechten aan de Sorbonne in 1968. Tijdens zijn studies was hij lid van het Olivaint Genootschap van België. In 1970 werd hij benoemd tot docent grondwettelijk recht aan de UCL, en vervolgens tot hoogleraar, tot aan zijn emeritaat in 2008. Hij was decaan van de rechtsfaculteit van 1990 tot 1993.
Ook werd hij in 1994 directeur van de Revue belge de droit constitutionnel en werd hij voorzitter van de beheerraad van La Revue Générale, corresponderend lid van de Institut de France, Académie des sciences morales et politiques, section de législation, droit public et jurisprudence, in 1999 corresponderend lid en in 2004 lid van de Académie royale de Belgique. Bovendien kreeg Delpérée een eredoctoraat universiteiten van Aix-en-Provence, Genève, Ottawa, Szeged, Athene en Toulon.
Ook was hij advocaat aan de Balie van Brussel, van 1985 tot 2004 assessor bij de afdeling wetgeving van de Raad van State, hoogleraar Grondwettelijk recht bij de Facultés universitaires Saint-Louis in Brussel, voorzitter van de Internationale conferentie van Franstalige rechtsfaculteiten en het Interuniversitair Centrum voor publiek recht, ondervoorzitter van de Internationale Academie van grondwettelijk recht en titularis van de Francquileerstoel aan de Katholieke Universiteit Leuven.

## Politiek
In 2004 werd Delpérée politiek actief voor het cdH. Dat jaar werd hij lid van het Brussels Hoofdstedelijk Parlement en het Parlement van de Franse Gemeenschap en gemeenschapssenator in de Belgische Senaat. Hij oefende deze drie mandaten uit tot in 2007 en daarna was hij van 2007 tot 2014 rechtstreeks verkozen senator. Tegelijkertijd was hij van 2007 tot 2014 cdH-fractieleider in de Senaat.
Van 2014 tot 2019 zetelde hij voor de kieskring Brussel-Hoofdstad in de Kamer van volksvertegenwoordigers. Op 8 december 2016 werd hij in de Kamer voorzitter van de parlementaire onderzoekscommissie in verband met de Trio-affaire, maar nadien nam hij ontslag omdat hij in deze zaak was verhoord als getuige. Bij de verkiezingen van 2019 was het de bedoeling dat hij de Brusselse cdH-Kamerlijst zou duwen, maar uiteindelijk trok hij zich terug als kandidaat.
Ook was Delpérée van 2006 tot 2018 gemeenteraadslid van Sint-Pieters-Woluwe en van 2007 tot 2018 politieraadslid van de zone Montgomery. Van 2012 tot 2018 was hij voorzitter van de gemeenteraad.

## Eretekens
- Grootofficier in de Leopoldsorde (6 juni 2010)
- Commandeur in de Kroonorde (19 augustus 1997)
- Burgerlijke medaille 1e klasse (30 oktober 1992)
- Grootkruis van de Orde van Malta (2002)
- Grootkruis in de Orde van Leopold II (2019)[5]

In september 1994 werd hij opgenomen in de Belgische erfelijke adel met de persoonlijke titel van baron. Zijn wapenspreuk luidt Iure Constituitur Civitas.

## Publicaties
- La constitution: de 1830 à nos jours, et même au-delà, Racine, Brussel, 2006
- La procédure de révision de la Constitution, met André Alen, Christian Behrendt, Xavier Delgrange e.a., Bruylant, Brussel, 2003
- L'unité et la diversité de l'Europe: les droits des minorités: les exemples belge et hongrois, Marc Bossuyt, Árpád Gordos, Jean-Claude Scholsem e.a., directie Francis Delpéree en László Trócsányi, Bruylant, Brussel, 2003
- Le fédéralisme en Europe, PUF, Parijs, 2000
- Le droit constitutionnel de la Belgique, Bruylant, Brussel, 2000
- Le contentieux électoral, PUF, Parijs, 1998
- La démarche citoyenne, Labor, Brussel, 1998